# Lista de ataques terroristas em eventos esportivos
Este artigo traz uma lista de ataques terroristas que ocorreram em eventos esportivos.

## Olimpíada de Munique de 1972
- 5 a 6 de setembro de 1972: Durante os Jogos Olímpicos de Munique, 11 membros da equipe de Israel foram feitos reféns e mortos pelo grupo terrorista palestino Setembro Negro. Cinco terroristas também morreram, e outros três foram presos na ocasião.[1]

## Olimpíada de Atlanta de 1996
- 27 de julho de 1996: No oitavo dia de Jogos, uma bomba explodiu no Parque Centenário. Duas pessoas morreram e mais de 100 ficaram feridas.[1]

## UEFA Champions League de 2002
- Antes do jogo semifinal, entre Real Madrid e Barcelona, em Madrid, um carro bomba explodiu nas imediações do Estádio Santiago Bernabéu. 17 pessoas ficaram feridas. O grupo separatista basco ETA cometeu o atentado.

## Rally Dakar 2008
- Por conta de ameaças do grupo terrorista Al Qaeda, a edição 2008 da competição foi cancelada. No ano seguinte, a organização da prova transferiu o evento para a América do Sul.[2]

## Maratona no Sri Lanka em 2008
- 6 de abril de 2008: Na Maratona de Colombo, no Sri Lanka, houve um atentado suicida de um membro presumivelmente dos Tigres de Liberação do Tamil Eelam, um grupo rebelde independentista. Deste incidente resultaram 13 mortos, um deles o ministro de Estradas e Desenvolvimento, Jeyaraj Fernandopulle, e vários feridos.[1][3]

## Ataque contra seleção de críquete do Sri Lanka em 2009
- 9 de março de 2009: O críquete tem no Sri Lanka, e também Paquistão, praticamente a mesma importância que o futebol no Brasil. Os jogadores são tratados como ídolos nacionais. Enquanto a equipe do Sri Lanka se preparava para enfrentar o Paquistão, na cidade paquistanesa de Lahore, o ônibus do grupo foi atacado por terroristas munidos de foguetes e granadas. Os ataques resultaram em oito mortos e seis feridos.[1][4]

## Ataque a Seleção do Togo em 2010
- Em 2010, a dois dias do início da Copa Africana de Nações, em Angola, o ônibus da seleção do Togo foi atacado por homens armados. O motorista do ônibus morreu. Nove membros da delegação ficaram feridos, sendo dois deles jogadores: o goleiro Kodjovi Obilale, e o zagueiro Serge Akakpo. O grupo separatista Frente para a Libertação do Enclave de Cabinda assumiu a responsabilidade do ataque.[5] A seleção de Togo acabou abandonando a competição.

## Ataques de novembro de 2015 em Paris
- 13 de novembro de 2015: Três explosões ocorreram perto do Stade de France, no subúrbio de Saint-Denis, resultando em pelo menos cinco mortes. As explosões aconteceram às 21h17, 21h30 e 21h53 (horário local). Pelo menos 10 pessoas foram feridas ou mortas em uma explosão em um bar perto do estádio às 21h30, cerca de 20 minutos após o início de um jogo de futebol entre as seleções da França e a Alemanha, onde o presidente francês François Hollande estava.